# Aeroportul Olpoi
Aeroportul Olpoi (IATA: OLJ, ICAO: NVSZ) este un aeroport din Santo aelan⁠(d), Sanma⁠(d), Vanuatu.
Situat la o altitudine de 15 m, aeroportul dispune de o singură pistă.